# Leśniów Wielki
Leśniów Wielki (deutsch Groß-Lessen) ist ein Ort in der Stadt- und Landgemeinde Czerwieńsk im Powiat Zielonogórski der Wojewodschaft Lebus in Polen. Die Entfernung zur Kreisstadt Zielona Góra (Grünberg in Schlesien) beträgt 15 Kilometer.

## Geschichte
Groß-Lessen gehörte zum Herzogtum Glogau. Es muss vor 1305 gegründet worden sein, da es in diesem Jahr als „Leßnow“ im Glogauer Register als Eigentum des „Szenko“ verzeichnet ist. Ob es sich bei diesem Szenko um die reich begüterte Familie der Schenken von Landsberg handelt, die um diese Zeit viele Güter in dieser Gegend besaßen und als Oberherren auftraten, lässt sich nicht mehr feststellen. 
Aus einer Urkunde vom 23. Mai 1418 wegen Grenzstreitigkeiten zwischen der Stadt Crossen mit den Gebrüdern Erich von Lessnaw, Christoph, Fritsche, Hans und Jürge von Lessnaw ergibt sich, dass Lessen damals im Besitz der Familie von Lessnaw (von Lessel) war. Später folgten die Familien von Rothenburg auf Nettkow, von Zedlitz, von Arnold und als letzte Besitzer bis zum Ende des Zweiten Weltkriegs die Familie von Schierstädt. Die überwiegend evangelische Bevölkerung war zur evangelischen Kirche in Logau, Kreis Crossen eingepfarrt. Die wenigen katholischen Einwohner hatten eine eigene Kirche, die zur Parochie Kosel im Kreis Freystadt gehörte.

## Sehenswürdigkeiten
- Kirche aus dem 14. Jahrhundert
- Spätbarocke Kapelle von 1714

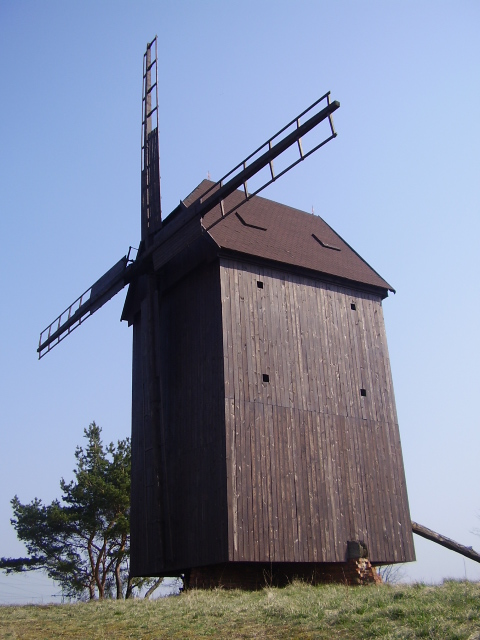
Windmühle

- Hölzerne Windmühle aus dem Anfang des 19. Jahrhunderts

## Persönlichkeiten
- Fritz Zubeil (1848–1926), Politiker (SPD, USPD), Reichstagsabgeordneter
- Joachim von Schierstaedt (1858–1907), Rittergutsbesitzer und Politiker